# ジュンブラナ県

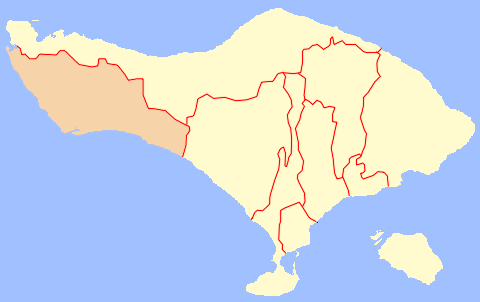
ジュンブラナ県の位置

ジュンブラナ県 (ジュンブラナけん、Kabupaten Jembrana) は、インドネシア共和国バリ州南西部の県（第二級地方自治体=Daerah Tingkat II）。バリ島最西端のギリマヌクから、ジャワ島クタパンへの航路は、30分ほどである。
- 首都：ヌガラ
- 面積：841.80 km²
- 人口：約22万人

## 隣接自治体
- ブレレン県（北）
- タバナン県（東）

## 地域
4つの郡 (Kecamatan) に分かれる。西から、
- ムラヤ郡
- ヌガラ郡
- ムンドヨ郡
- プクタタン郡